# Marina Soboleva
Marina Michajlovna Soboleva (in russo Марина Михайловна Соболева?; Mosca, 27 gennaio 1961) è un'ex schermitrice sovietica, vincitrice di due medaglie d'oro ed una di bronzo ai campionati mondiali di scherma.